# Мацкявичюс, Казимерас Юозович
Казимерас Юозович Мацкявичюс (лит. Kazimieras Juozo Mackevičius) — советский хозяйственный, государственный и политический деятель.

## Биография
Родился в 1932 году в Литве. Член ВКП(б) с 1952 года.
С 1950 года — на хозяйственной, общественной и политической работе. В 1950—1991 годах — председатель районного Совета спортивного общества, заместитель начальника Клайпедского морского порта, заместитель заведующего Отделом ЦК КП Литвы, 1-й секретарь Клайпедского городского комитета КП Литвы, 1-й секретарь Вильнюсского городского комитета КП Литвы, председатель Литовского республиканского Совета профсоюзов, секретарь ВЦСПС, председатель ЦК профсоюза морского и речного флота.
Избирался депутатом Верховного Совета СССР 7-го, 8-го и 9-го созывов.
Умер в 2010 году.